# 황미영 (배우)
황미영(1983년 5월 27일 ~ )은 대한민국의 배우이다.

## 학력사항
- 2002년 ~ 2006년 동서대학교 뮤지컬 학사

## 출연작

### 공연
- 《바디모놀로그》 (2011년)
- 《아무튼백석》 (2011년)
- 《두뇌수술》 (2012년)
- 《2012 봄페스티벌 - 해방공간》 (2012년)
- 《사이코패스 - 푸른수염 이야기》 (2012년)
- 《2012 윤영선 페스티벌 - 죽음의 집, 노벨문학상 수상 연설문》 (2012년)
- 《2012 윤영선 페스티벌 - 나무는 신발가게를 찾아가지 않는다》 (2012년)
- 《아름다운 동행》 (2013년)
- 《두뇌수술》 (2013년)
- 《2013 봄페스티벌 - 빨갱이 갱생을 위한 연구》 (2013년)
- 《데스데모나》 (2013년)
- 《연애시대》 (2013년)
- 《젊은 후시딘》 (2014년)
- 《2014 봄페스티벌 - 이야기의 방식 노래의 방식 데모버전》 (2014년)
- 《만리향 - 고양》 (2014년)
- 《174517》 (2015년)
- 《데스트랩》 (2015년)

### 영화
- 《개》 (2010년)
- 《1999, 면회》 (2013년)
- 《족구왕》 (2014년) - 이미래 역
- 《스물》 (2015년) - 어깨녀 역
- 《굿바이 싱글》 (2016년) - 미래 역
- 《우리 연애의 이력》 (2016년) - 나 피디 역
- 《범죄의 여왕》 (2016년)
- 《로마서 8:37》 (2017년) - 미선 역
- 《소공녀》 (2018년) - 편의점 사장 역
- 《바람 바람 바람》 (2018년) - 이탈리아 레스토랑 손님 1 역
- 《시호》 (2020년) - 혜경친구 1 역
- 《악몽》 (2020년) - 미술감독 역
- 《숏버스 이별행》 (2021년)
- 《태어나길 잘했어》 (2022년) - 노숙자 역

### 드라마
- 《너를 사랑한 시간》 (2015년, SBS)
- 《웹툰히어로 툰드라쇼 시즌 2》 (2016년, MBC Every1) - 더블드래곤 예림 역
- 《마녀보감》 (2016년, JTBC) - 소앵 역
- 《조선로코 - 녹두전》 (2019년, KBS2) - 박복녀 역

## 수상내역
- 2013년 제34회 서울연극제 올해의 젊은 연극인상